# 편용호
편용호(片鎔浩, 1928년 1월 20일~1978년 3월 15일)은 대한민국의 언론인, 정치인이다. 제7·8대 국회의원을 역임하였다.

## 학력
- 부산중학교 졸업
- 고려대학교 경상대학 수료

## 약력
- 한국일보정치부장
- 한국일보편집부국장
- 신민당부산시지부부위원장
- 제7대국회원내부총무
- 1969년 : IPU 한국대표
- 1970년 : APU 한국대표
- 신민당기관지민주전선주간
- 제7대 국회의원 (전국구) 신민당
- 제8대 국회의원 (전국구) 신민당

## 역대 선거 결과
|  | 32.7% |

|  | 44.4% |

|  | 16.10% |